# Viastore
Viastore (Eigenschreibweise in Kleinbuchstaben viastore) ist ein internationaler Anbieter von Intralogistik-Systemen, -Software und -Services. Der Schwerpunkt des Unternehmens liegt in der Planung und Implementierung von Intralogistik-Anlagen, Software und Prozessen.
In Zusammenarbeit mit Prismat spezialisiert Viastore sich auf Logistik-Lösungen im SAP-Umfeld. Über Viastore Software bietet man zudem Intralogistik-Systeme, die vom Warehouse-Management-System Viadat gesteuert und verwaltet werden.
Viastore bildet die Dachmarke der beiden Gesellschaften Viastore Systems und Viastore Software.

## Geschichte
1889 übernahm Immanuel Hahn die Maschinenwerkstätte C. Haushahn, die zu diesem Zeitpunkt Waagen und Krane herstellte. Um die Jahrhundertwende begann das Unternehmen mit dem Bau von elektrischen Aufzügen. 1929 war C. Haushahn der erste Hersteller von Schnellaufzügen in Deutschland. 1970 stieg das Unternehmen mit der Übernahme der Firma Weissert & Hieber in die Lagertechnik ein.
1988 wurde mit Haushahn Automationssysteme ein eigenständiges Systemhaus für betriebliche Logistik gegründet. 1999 firmierte das Unternehmen in Viastore Systems um. Am 1. Juli 2015 gründete Viastore die eigenständige Software-Gesellschaft Viastore Software GmbH.
Im Jahr 2022 wurde Viastore von Toyota Industries übernommen und als eigenständige Einheit in die Sparte Toyota Advanced Logistics Group (TALG) eingegliedert. Marke, Geschäftsbereiche, Standorte und Management von Viastore blieben erhalten.

## Unternehmensstruktur
Der Hauptsitz der Viastore-Gruppe ist in Stuttgart. Weitere Niederlassungen befinden sich in Bietigheim-Bissingen (Produktion Regalbediengeräte) und in Löhne.
Darüber hinaus verfügt das Unternehmen über Landesgesellschaften in:
- Brasilien
- Frankreich
- Spanien
- Tschechische Republik

Weitere internationale Standorte befinden sich in der Türkei, Kroatien, Ukraine, Polen, Israel und Schweden.